# Musée folklorique de Corée
 (mars 2020).
Le musée folklorique de Corée (hangeul : 조선민속박물관) est un musée situé à Pyongyang, en Corée du Nord. Il se trouve au nord du musée central d'histoire de Corée à côté de la porte de Taedong. Il a été inauguré en février 1956. Le musée compte sept salles de 1 800 mètres carrés, avec 2 100 expositions.
C'est un musée qui expose l'art et les traditions populaires de Corée.